# Alexander Graf Lambsdorff
Alexander Sebastian Léonce von der Wenge Lambsdorff, aussi appelé Alexander Graf Lambsdorff, né le 5 novembre 1966 à Cologne, est un homme politique allemand, membre du Parti libéral-démocrate (FDP). Il est député européen de 2004 à 2017 et membre du Bundestag depuis 2017.

## Biographie
D'ascendance illustre, fils du comte Hagen Lambsdorff (de), il poursuit ses études à Bonn, et à Washington.
Lambsdorff est élu député européen la première fois lors des élections européennes de 2004. Il est réélu en 2009 et en 2014.
Au cours de la 7e législature au Parlement européen, il siège au sein de l'Alliance des démocrates et des libéraux pour l'Europe, dont il est vice-président depuis 2009. Il fut membre de la commission des affaires étrangères après avoir été vice-président de la commission du marché intérieur et de la protection des consommateurs de 2007 à 2009.
Le 1er juillet 2014, il est élu vice-président du Parlement européen. Il démissionne de son mandat européen le 23 octobre 2017 à la suite de son élection au Bundestag lors des élections fédérales.